# Jelgava
Jelgava (phát âm là [jælɡava] (tiếng Đức: Mitau) là một thành phố ở trung tâm Latvia, cách Riga khoảng 41 km về phía tây nam với khoảng 64.000 người. Đây là thành phố lớn nhất trong khu vực của Zemgale. Jelgava được biết đến như là thủ đô cũ của Lãnh địa công tước Courland, và là thủ đô của Governorate Courland tới năm 1919.
Jelgava nằm trên một đồng bằng màu mỡ tăng chỉ có cao độ 3,5 m (11,48 ft) trên mực nước biển bên hữu ngạn của sông Lielupe. Lúc thủy triều lên, đồng bằng và đôi khi thành phố cũng có thể bị ngập. Nó là một trung tâm đường sắt và cũng là nơi có căn cứ không quân Jelgava. Tầm quan trọng của nó như là một trung tâm đường sắt có thể được chứng minh bởi thực tế là nó nằm ở ngã ba trên 6 tuyến đường sắt kết nối Riga Litva, phía đông và phía tây Latvia, và Litva biển Baltic.